# Me estás tentando
«Me estás tentando» es el primer sencillo del álbum recopilatorio presentado por Wisin & Yandel titulado La mente maestra. El sencillo fue lanzado el 20 de octubre de 2008, un poco menos de un mes antes que el álbum (11 de noviembre).

## Canción
El primer sencillo del álbum recopilatorio está producido por Nesty "La mente maestra", Víctor "El Nazi" y Marioso. Tiene ïnfluencias del R&B con fuertes influencias también de la música dance y la ritmos latinos, como también del hip hop. Se realizó el remix con Franco "El Gorila" y Jayko.

## Video musical
El videoclip para la canción se estrenó el 11 de noviembre de 2008 y muestra mayormente al dúo cantando en un fondo con luces cuando canta Wisin & Yandel, ellos dos aparecen en blanco y negro. El vídeo musical también muestra a chicas con poca ropa bailando una coreografía. En el vídeo se puede ver en segundos a Víctor "El Nazi" y a Nesty "La mente maestra", cuando el dúo los presenta.
El 20 de enero de 2009, se estrenó el video para el remix oficial de la canción, junto a Franco "El Gorila" y Jayko. La escenografía es la misma a la del vídeo original.

## Posicionamiento
| Listas (2008)                    | Posición máxima |
| -------------------------------- | --------------- |
| Billboard Hot Latin Tracks       | 1               |
| Billboard Latin Rhythm Airplay   | 1               |
| Billboard Latin Tropical Airplay | 1               |
| 40 principales México            | 1               |
| Top 100 Singles Chart            | 95              |